# 感動ポルノ
感動ポルノ（かんどうポルノ、英語: Inspiration porn) とは、主に身体障害者が健常者に同情・感動をもたらすコンテンツとして消費されることを批判的に表した言葉。特に、「まじめで頑張り屋」など特定のステレオタイプなイメージを押し付けられた障害者や、余命宣告者などの同情を誘いやすい立場の人を用いて視聴者を感動させようとする「お涙頂戴」のコンテンツがこのように呼ばれる。

## 定義・背景
2012年に、障害者人権活動家で自身も骨形成不全症による身体障害当事者でもあるステラ・ヤングが、オーストラリア放送協会（ABC）のウェブマガジン『Ramp Up』の記事で用いた言葉である。後に、ヤングはTEDにて「私は皆さんの感動の対象ではありません、どうぞよろしく（I'm not your inspiration, thank you very much）」と題したスピーチを行い、そこでも「感動ポルノ」の語を使用した。
ヤングは、この言葉を「障害者が障害を持っているというだけで、障害を持つ人々を用いた感情を扇情的にさせるビデオ・記事」を指すものとして使った。gastroporn（フードポルノ。視聴者に食欲を誘発するコンテンツ）のように、英語の「ポルノ（porn）」には、視聴者にある感情などを誘引させることを意図されて作られたコンテンツという意味もある。日本語圏では、ヤングが『ポルノ（ポルノグラフィ）』という表現を用いた理由を「このようなコンテンツが観る側の自慰行為であることを表すため」と論じられることもある。
感動ポルノにおいては、障害を負った経緯や障害による負担・障害者本人の思いではなく、積極的・前向きに努力する（＝障害があってもそれに耐えて・負けずに、乗り越えようと頑張る）姿がクローズアップされがちである。「清く正しい障害者」が懸命に何かを達成しようとする場面をメディアで取り上げることが「感動ポルノ」とされる。また、紹介されるのは「テレビ受け」する身体障害者に限られるのが常であり、一見しただけでは健常者と判別困難である精神障害者・発達障害者が登場することはほとんどないとされる。このような番組制作の姿勢について、百田尚樹は著書『大放言』の「チャリティー番組は誰のため？」において、「テレビ的に『絵になる』」障害者を取捨選択している」、デーブ・スペクターは「障害を持つ方へのサポートを目的にしているはずなのに、実際は広告代理店と企業の利益とイメージアップのために続けられている」とそれぞれ批判している。
英国放送協会（BBC）は1996年の時点で、障害者の「困難に耐えて頑張る」姿ばかりが描写されがちなことに対する抗議運動を受けて「障害者を“勇敢なヒーロー”や“哀れむべき犠牲者”として描くことは侮辱につながる」というガイドラインを制定している。

## 日本における実例と評価
日本では、NHK Eテレの情報番組『バリバラ〜障害者情報バラエティー〜』が、2016年8月28日放送の「検証！『障害者×感動』の方程式」と題した企画で感動ポルノを取り上げた。この企画は、裏番組の『24時間テレビ』（日本テレビ系列）を明らかに意識したモキュメンタリーを放映した後、「感動ポルノ」の概念を紹介して「頑張る障害者像」に疑問を投げかける内容だった。この放送は大きな反響を呼び、これがきっかけとなって日本でも「感動ポルノ」について盛んに論じられるようになったともされる。
この放送を受けて、乙武洋匡は『24時間テレビ』が公共放送ではっきり否定されたことを高く評価し、自身も感動ポルノで作られた「マジメで頑張り屋のオトちゃん」という世間的イメージに苦しめられてきたこと、感動ポルノを「むしろ見下されている」と不快に感じてきたことを述べた。また乙武は、かつて『24時間テレビ』でメインパーソナリティーのオファーを受けた際、「『かわいそうな人たちが、こんなに頑張っている』と障害者を扱ってしまうことに違和感を覚えた」「障害者に対する扱いがあまりに一面的だとは思う」という理由で断ったことを明かしている。
全盲の記者である岩下恭士は、2016年の毎日新聞の記事で「感動ポルノは不要である」と非難している。社会心理学者・スクールカウンセラーの碓井真史は、感動自体が悪いわけではないが、感動ポルノは無意識に対象を一段低く見る差別を生んでしまうことが問題だと評した。福祉社会学者の前田拓也は、「感動ポルノは確かに批判されるべきだが、安易な批判はかえって障害者への露悪を助長するリスクがある（大意）」と論じている。
『バリバラ』以降のマスメディアでの利用例として、2019年に朝日新聞が『だれもが愛しいチャンピオン』を「いわゆる感動ポルノではない明るくユーモラスな作品に仕上がっている」と報じている。また、2021年放送の弱視の女性が主人公でラブコメとしても楽しめる一方、視覚障害者の視点や心情、その周囲や親族の心情も描かれている漫画『恋です！～ヤンキー君と白杖ガール～』のドラマ版は、障害を誇張した感動ポルノにしない作風で大ヒットした。